# Ветрушка (връх)
 Тази статия е за върха в Голо бърдо.  За селото в Южна България вижте Ветрушка.  
Ветрушка (1158 м) е най-високия връх на планината Голо бърдо и е разположен в западната ѝ част. Северният, западният и южният му склонове са покрити с борова гора, а източният е гол. В подножието му се намира хижа Орлите, до която води асфалтов път. Към 25 декември 2020 година хижата не е действаща, но тя е най-удобният изходен пункт за изкачване на върха. В подножието на върха е разположено бивше военно поделение, което не функционира. От него са останали полуразрушени изоставени постройки.
От върха се откриват гледки към Витоша, Конявска планина, Рила, Верила и други планини. Близо до него се намира резерват Острица. Основни изходни пунктове за изкачването му са градовете Радомир и Перник.

## Други
На Ветрушка е наречена улица в квартал „Бъкстон“ в София (Карта).